# Синя лінія (Стокгольмський метрополітен)
Синя лінія (швед. Blå linjen) — одна з трьох ліній стокгольмського метро. 
Має довжину 25,5 км, від «Кунгстредгорден» через «Т-Сентрален» до «Вестра-скуген» , де розгалужується на дві частини, і продовжується до «Юльста» та «Акалла» як маршрути 10 та 11 відповідно.

## Хронологія
| Секція                                    | Дата відкриття |
| ----------------------------------------- | -------------- |
| Т-Сентрален–Галлонберген–Юльста           | 31 серпня 1975 |
| Галлонберген–Акалла                       | 5 червня 1977  |
| Т-Сентрален–Кунгстредгорден               | 30 жовтня 1977 |
| Вестра-скуген–Сундбюбергс-сентрум–Рінкебю | 19 серпня 1985 |

## Пересадки
| Пересадка на лінію | Зі станції                             |
| ------------------ | -------------------------------------- |
| Червона лінія      | Т-Сентрален                            |
| Зелена лінія       | Фрідгемсплан Т-Сентрален Гулльмарсплан |

## Маршрут
Синя лінія завдовжки 25,516 км є найкоротшою серед ліній Стокгольмського метро; вся лінія проходить на північ від Меларена. 
Маршрут 10 проходить між «Кунгстредгорден» і «Юльста» і має 14 станцій. 
Маршрут 11 проходить між «Кунгстредгорден» і «Акалла» і має 12 станцій (не враховуючи «станцію-привид» Кюмлінге, яка так і не була завершена). 
Шість станцій обслуговуються обома маршрутами. 
Синя лінія перевозить в середньому близько 204 700 пасажирів на день (2019 рік), 

або 55 мільйонів на рік (2005 рік).

## Станції
Всього на Синій лінії 20 станцій, з яких 19 підземних і одна («Шиста») на поверхні. 
Тунель між Юльстою і Кунгстредгорденом є найдовшим у системі, його довжина становить 14,3 км, він є найдовшим тунелем у Швеції (але тунелі метро зазвичай опускаються зі списків тунелів країни). 
Хоча Синя лінія майже повністю проходить в тунелі, вона також має найдовшу естакадну дистанцію метро у Шисті, завдовжки 1200 м.
11 станцій (за кількістю посадок взимку у будні 2019 року): 
| №  | Станція             | Пасажирів |
| -- | ------------------- | --------- |
| 01 | Т-Сентрален         | 39,800    |
| 02 | Фрідгемсплан        | 20,250    |
| 03 | Шиста               | 19,800    |
| 04 | Стадсгаген          | 14,050    |
| 05 | Родхусет            | 13,100    |
| 06 | Сундбюбергс-сентрум | 12,300    |
| 07 | Сульна-сентрум      | 11,400    |
| 08 | Кунгстредгорден     | 09,850    |
| 09 | Вестра-скуген       | 07,850    |
| 10 | Галлонберген        | 07,350    |
| 11 | Тенста              | 06,350    |